# سید حمید طالب‌زاده
سید حمید طالب‌زاده (متولد ۱۳۳۷) فیلسوف ایرانی و استاد تمام گروه فلسفه دانشگاه تهران است. او همچنین به مدت ۱۴ سال دبیر شورای تحول علوم انسانی بوده است. او به مدت چند سال مدیریت شبکه ۴ سیمای جمهوری اسلامی ایران، مسئولیت ستاد چهره‌های ماندگار و همچنین ریاست مؤسسه انتشارات دانشگاه تهران را بر عهده داشته است.